# Ронкаљи (Империја)
Ронкаљи је насеље у Италији у округу Империја, региону Лигурија.
Према процени из 2011. у насељу је живело 74 становника. Насеље се налази на надморској висини од 200 м.